# الرياضة في مصر القديمة

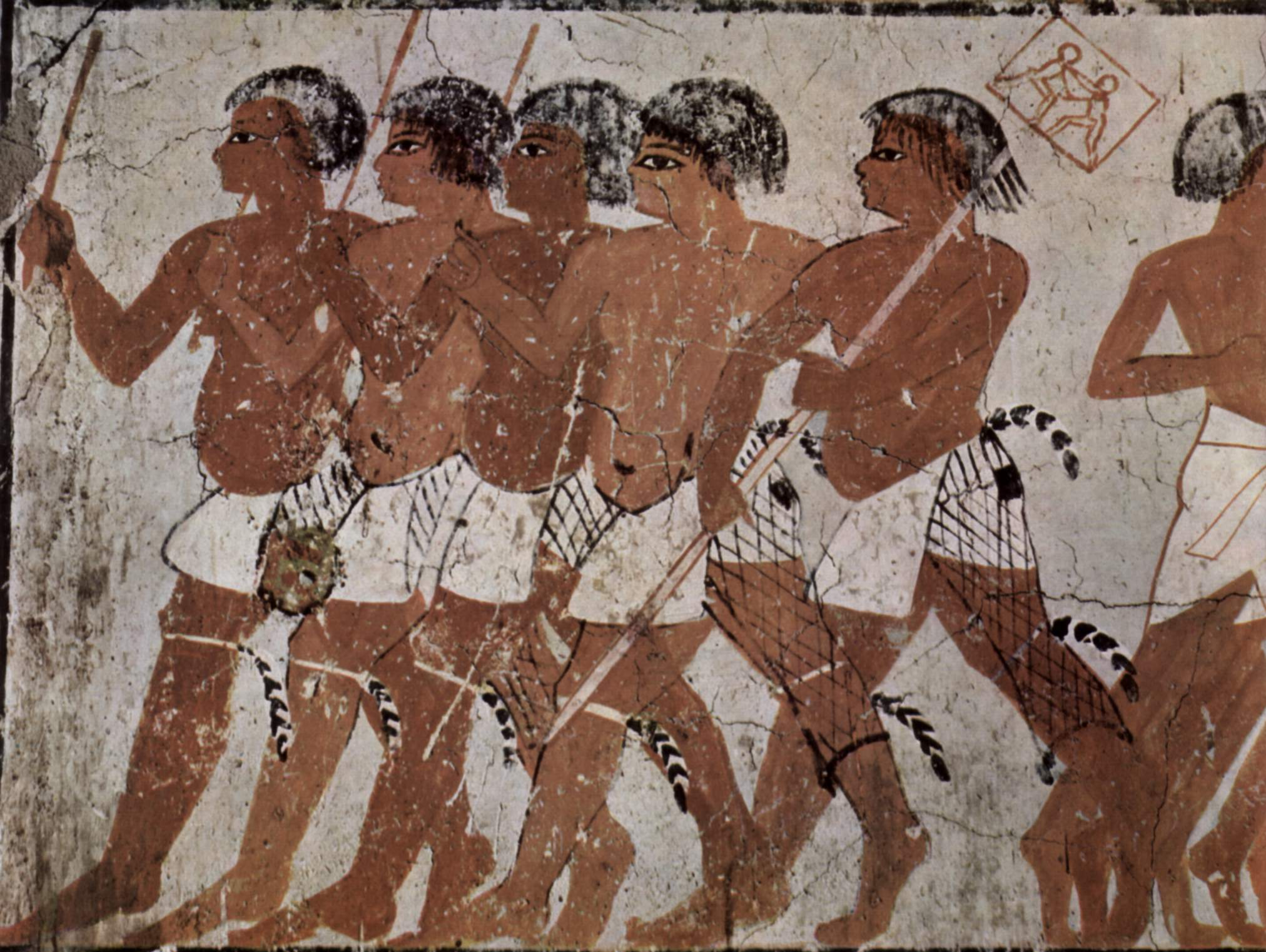
الرياضة في عهد الفراعنة

العديد من الألعاب الرياضية التي تمارس اليوم، كانت تُلعب أيضًا خلال العصور المصرية القديمة. تُظهر العديد من الرسوم التوضيحية على جدران المقابر والآثار أن الرياضات مثل الوثب الطويل والمصارعة ورفع الأثقال والتجديف والسباحة والرماية وألعاب القوى وصيد الأسماك وبعض ألعاب الكرة كانت شائعة جدًا لدى المصريين القدماء.

## أنواع الرياضة
ومن أشهر الرياضات الصيد والتجديف ورمي الرمح والملاكمة والمصارعة ورفع الأثقال والجمباز واليوجا والمبارزة والبولينج والتوازن والفروسية والعدو. كانت أكثر الرياضات الجماعية التي يتم لعبها هي الهوكي الميداني ولعبة مثل لعبة شد الحبل التي تُلعب بطوق. كانت الرماية شائعة أيضًا ولكنها ارتبطت بشكل أساسي بالنبلاء والملوك. كان أمنحتب الثاني (1425-1400 قبل الميلاد) راميًا ممتازًا «كان قادرًا على ما يبدو على إطلاق سهم من خلال هدف نحاسي صلب أثناء ركوبه في عربة». كان رمسيس الثاني (1279-1213 قبل الميلاد) معروفًا أيضًا باسم رامي السهام والصياد الماهر الذي حافظ على لياقته البدنية طوال حياته الطويلة جدًا.
كانت اللياقة البدنية تعتبر مهمة للغاية بالنسبة للملك المصري في ذلك الجزء من عيد سد، الذي أقيم بعد الثلاثين عامًا الأولى من عهد الملك لتجديد شبابه، وركز على قدرته على إجراء دورة والانخراط في مهام مختلفة على طول الطريق (بما في ذلك مهارته في الرماية). تم تشجيع الأمراء على ممارسة الرياضة بانتظام، خاصة في الإمبراطورية المصرية، لأنه كان من المتوقع أن يقودوا الجيش إلى المعركة.
في حين أن التمرينات البدنية كانت مهمة للملكية، إلا أنها لم تكن قيمة مقيدة بالوضع الاجتماعي. تشير أوصاف الرياضة إلى أن الناس في كل مستوى من المجتمع استمتعوا بها ولعبوها كثيرًا. كثيرًا ما يُصوَّر الملوك المصريون في الصيد، لكن يُرى عامة الناس في مسابقات التجديف والمبارزة على الماء ومصارعة الثيران والسباقات التنافسية ولعب كرة اليد وكرة القدم (كما ذكر المؤرخ اليوناني هيرودوت)  ومسابقات الوثب العالي من بين الرياضات الأخرى. تم لعب كل هذه الألعاب بنفس الطريقة التي يتم لعبها بها في يومنا هذا.
تم لعب الهوكي الميداني مع فريقين متعارضين باستخدام أغصان النخيل المقطوعة والمشكّلة بنهايات منحنية وكرة مصنوعة من مركز من ورق البردي مغطى بقطعة قماش أو جلد حيوان. استخدمت مسابقات الشعوذة نفس النوع من الكرات الصغيرة فقط وأحيانًا مصبوغة بألوان مختلفة. تصور لوحة جدارية من القبر 17 في مقابر بني حسن فتاتين تواجهان بعضهما البعض تتلاعب بست كرات سوداء بخبرة. توجد هذه الجدارية من بين العديد من اللوحات الجدارية الموجودة في مقابر أخرى وفي القصور وأماكن أخرى والتي تجسد حيوية الرياضة المصرية.
لم يشارك النبلاء في الألعاب الرياضية فحسب، بل استمتعوا، مثل أي شخص آخر، بمشاهدتها. من بين الرياضات المائية الأكثر شعبية كان إطلاق النار على المنحدرات حيث يتحدى شخصان في قارب صغير مياه النيل. كانت مسابقات التجديف والسباحة، وكذلك المصارعة ورمي الرمح، من الرياضات التي تحظى بشعبية كبيرة بين المشاهدين.
استمتع الرجال بمشاهدة مسابقات الرقص والجمباز للسيدات والسباحة والتجديف بالطريقة نفسها التي يشاهدونها اليوم. يأتي أشهر مثال أدبي على ذلك من بردية وستكار المؤرخة بالفترة الانتقالية الثانية، 1782-1570 قبل الميلاد) وقصة سنفرو والجوهرة الخضراء (المعروفة أيضًا باسم الأعجوبة التي حدثت في عهد الملك سنفرو.